# Mariano Sinués Martí
Mariano Sinués Martí (Zaragoza, 7 de febrero de 1935 - Pamplona, 8 de septiembre de 2017) fue un pintor, ilustrador y diseñador gráfico español «aragonés por su nacimiento pero navarro por su residencia, sentimiento y adopción» por lo que «forma parte de la gran generación de pintores navarros nacidos a finales de los años veinte y principios de los treinta del siglo XX. Esos pintores, quizá la más grande generación de la pintura navarra, son Muñoz Sola, Ascunce y Lasterra, Echauri, Beunza, Buldáin o Martín Caro, Eslava, Apezetxea y Viscarret, por citar únicamente algunos de los más conocidos.» Como afirmaba su hijo, Mariano Sinués del Val, «probablemente era uno de los pintores modernos navarros que más obras había dedicado a los Sanfermines, el Encierro, los kilikis, que casaban muy bien con su concepción expresionista de la pintura.»

## Biografía
Nacido pocos meses antes del estallido de la Guerra civil española, se sabe que residía en 1940 en Elizondo y poco después, en 1942, ya en Pamplona, residiendo en la calle llamada Bajada de Javier del Casco Antiguo. Estudió en el Colegio de los Maristas de Pamplona, cuando aún estaban ubicados en el caserón de San Luis de la calle Navas de Tolosa, donde tempranamente muestra su aptitud artística ilustrando la revista escolar marista llamada Juventud. Será realizando estas ilustraciones a tinta china donde gane su primer premio:

“Mi primer premio lo gané a los quince años en el colegio (creo que fueron cien pesetas) por un dibujo de San Francisco Javier a tinta china. Hasta esas fechas he manejado el lápiz, la pluma y los lápices de colores en los cuadernos del colegio”.
Mariano Sinúes

Será el centro donde finalice también sus estudios secundarios. Durante esta época, con catorce años, «pasa un año enfermo en cama en el que practica sin cesar» su afición a dibujar y pintar así como a la lectura. En esta fase colegial también prueba con otras técnicas como el óleo, la acuarela, obras con aguada y a pluma.
Finalizados sus estudios de bachillerato, pasará a una naciente Universidad de Navarra donde inicia estudios universitarios de Derecho por "prescripción familiar".

Cuando yo tenía la edad de elegir carrera, ser pintor era…que se yo, como ser titiritero”
Mariano Sinués, 1999

Durante su formación universitaria mantiene una incesante actividad artística colaborando en las actividades culturales del SEU ilustrando su revista Leyre, dirigida por Rafael Conte, realizando unas ilustraciones plenamente expresionistas.
Su estilo abstracto choca, y se ve ignorado, en una Navarra que en 1955 «se mantiene bastante al margen de este proceso de radical renovación plástica, y de los debates entre abstraccionismo y expresionismo.» Es la época donde las exposiciones de arte muestran al «casi omnipresente Basiano» que «es el gran referente, y durante años la vara de medir (con Ciga, y Gustavo de Maeztu) con la que se juzga el arte en la ciudad.» En 1955, con la inauguración de la Sala de García Castañón, patrocinada por la Caja de Ahorros Municipal de Pamplona (CAMP) se empezará una «renovación pictórica [que] vendrá de la mano de una gran generación de pintores como C. Martínez, G. Lizarraga,  J. Briñol, E. Goicoetxea, P. Lozano de Sotés, J.M. Ascunce, M. Etxauri, S. Beunza, A. Eslava, J. Lasterra, G. Lizarraga, G. Ferrer, P. Manterola, I. Peralta, J. Suescun, el propio Sinués, entre otros. Muchos de ellos formados en la Escuela de Artes y Oficios, modernizada por G. Sacristán; en el estudio de I. García Asarta en su estudio; y sobre todo en la academia libre que Javier Ciga montó en su estudio. No lo tenían fácil en una ciudad de fuerte conservadurismo estético.» En García Castañón ese año se expondra una conmocionadora colección de obras figurativistas de Pancho Cossío que será seguida al año siguiente, en 1956, por la muestra de Arte Abstracto Español con «autores del grupo El Paso como Millares, Saura, Canogar, Rivera, Feito, Viola.»
Tras su etapa universitaria, a finales de la década de 1950, viaja por Europa y España.  Desde 1958, vive en París, en 1959 Barcelona y en 1960 Madrid. Tras ello, de manera definitiva, regresa y se instala en Pamplona.
Profesionalmente trabajó en empresas vinculadas con las artes gráficas, especialmente en Gráficas Castuera donde se jubiló en el año 2000 tras 30 años en plantilla. Ello no impidió que siguiera pintando, realizando carteles, ilustrando libros o practicando el grabado.
Mariano Sinués falleció en Pamplona el 8 de septiembre de 2017.

## Obra
De formación eminentemente autodidacta, tras finalizar sus estudios universitarios viajó por varios lugares donde fue aprendiendo. Realizó en Madrid «cursos de perfeccionamiento sobre psicología del color y publicidad, conociendo las lecciones magistrales de J. R. Cid» y recibió clases en la Universidad de Barcelona de José María Valverde (catedrático de Estética) donde contacta con el Círculo Artístico de Sant Lluc y la Agrupación de Artistas Actuales, organizadores del Salón de Mayo.
- 1961. Exposición en la Sala de Arte de García Castañón, auspiciada por la CAMP[3] y organizada por la Real Sociedad de Amigos del País «como hito de paso a su asentamiento como artista.»[1]
- 1970-1973. Expone anualmente en el Certamen Nacional de Artes Plásticas y en el Premio Internacional Joan Miró.[8]
- 1983. Exposición antológica en los Pabellones de la Ciudadela de Pamplona.
- 1999. Exposición en la sala de la Caja de Ahorros de Navarra en Madrid.[9]
- 2004. Exposición conmemorativa de 50 años de trayectoria artística, en el Nuevo Casino Principal de Pamplona organizado por la Peña Pregón.[2][9]
- 2021. La fiesta terrible en el Museo de Navarra.[11]

Ha realizado más de 20 exposiciones individuales en Tudela, Zaragoza, Pamplona, Soria, Logroño, etc. y ha participado en cerca de un centenar de exposiciones colectivas.
Se conserva su obra en colecciones particulares de España, Francia, Italia, Bélgica o Estados Unidos y también en el Museo de Navarra.
Como ilustrador ha elaborado varias barajas españolas y calendarios para distintas entidades, así como ha colaborado en varias revistas como Río Arga, Pregón y Pregón Siglo XXI.
Como diseñador gráfico, en sus empresas, diseñando y maquetando unos 500 libros, además de realizar más de 2.500 ilustraciones para libros, catálogos, etc.

## Premios y reconocimientos
- 1959. Premio San Jorge de pintura libre.[3]
- 1960. Premio Zaragoza.[3]
- 1973. Cartel de fiestas de San Fermín.
- 1984. Cartel Feria del Toro de Pamplona.